# 女真
女真（女眞、じょしん、満洲語: ᠵᡠᡧᡝᠨ 転写:jušen）は、女直（じょちょく）ともいい、満洲の松花江一帯から外興安嶺（スタノヴォイ山脈）以南の外満洲にかけて居住していたツングース系民族。民族の聖地を長白山（白頭山）とする。10世紀ごろから記録に現れ、17世紀に「満洲」（「マンジュ」と発音）と改称した。「女真」の漢字は女真語の民族名「ジュシェン」（または「ジュルチン」）の当て字である。
「女直」は遼王朝の興宗の諱（耶律宗真）に含まれる「真」の字を避けた（避諱）ため用いられるようになったといわれる。12世紀、女真族は中国東北部に金王朝を建てたが、金を滅ぼしたモンゴル帝国および元朝時代の漢文資料では「女直」の表記が多く見受けられ、同じくモンゴル帝国時代に編纂されたペルシア語の歴史書『集史』などでも金朝や女真人に言及する場合、「女直」の音写である جورچه jūrcha が使用されている。

## 歴史

### 金代以前
中国東北地方の諸民族については周代より記録があり、それによれば、そのころ「粛慎（しゅくしん）」と称される狩猟民が毛皮や青石製の石鏃、あるいは楛矢（こし）といった物産を中原の諸王朝に献上していた。貊（はく）という民族もあったが、戦国時代から漢代にかけての漢民族の進出と楽浪郡（前108年設置）以下4郡の設置という動きのなかで、貊のなかから夫余（ふよ）が起こり、紀元前後以降は、夫余、挹婁（ゆうろう）、勿吉（もっきつ）、靺鞨（まっかつ）といった諸民族が興亡したことが知られている。
- 粛慎（- 晋）
- 夫余（漢 - 南北朝時代）
- 挹婁（後漢 - 三国時代）
- 勿吉（南北朝時代）
- 靺鞨（隋 - 唐）

夫余、勿吉、靺鞨などの集団は、狩猟・牧畜を生業としながらも、かなり早い段階から農耕を生活にとりいれていた。靺鞨は、農業を主な生業とする粟末靺鞨・白山靺鞨の2靺鞨と、純ツングース系で狩猟に多くを依存する安車骨靺鞨・伯咄靺鞨・払涅靺鞨・号室靺鞨・黒水靺鞨の5靺鞨が有力であった。粟末と白山の両靺鞨は、高句麗に従属したが、他はこれと対立した。7世紀後半、高句麗が滅び、7世紀末葉には粟末靺鞨に高句麗の遺民を加え、南満洲から現在の朝鮮半島北部にかけての地に、「海東の盛国」と称された渤海が建国された。渤海国に対しては、七靺鞨のうち黒水靺鞨以外の諸靺鞨が従った。渤海はまた、日本に一時朝貢し、渤海使を派遣した。以上のうち、貊、夫余、勿吉、靺鞨はツングース系の民族と考えられている。なお、靺鞨族の文化については、考古学的研究によってその多くが解明されてきている。
「女真」は本来、「黒水靺鞨」と呼ばれた集団による自称であるといわれ、唐の時代に入朝した靺鞨人の名乗りが「女真」の初見であると記録されている。モンゴル系契丹人の建てた遼の時代に入ると、松花江・豆満江流域、朝鮮半島北部の咸鏡南道・咸鏡北道方面に居住域を広げ、遼と高麗に朝貢し、「黒水女真」「東女真」と称された。女真族は、主として農耕・漁撈・牧畜・狩猟に従事し、中国内地との間で高麗人参（朝鮮人参）（日本名: オタネニンジン）や獣の毛皮を交易していた。馬や金の産地でもあり、上記のものも含め高麗や契丹と交易し、武器などを得た。
10世紀後半から11世紀にかけて、西南日本では長徳の入寇など高麗人の入寇もあったが、1019年の刀伊の入寇において対馬と九州の大宰府を襲った「刀伊（とい）」という海賊集団は、女真系の一部族が主体だったと考えられている。刀伊とは、「東夷」の意味であるとも、朝鮮語で「外様」を意味するともいわれる。また、「刀伊」の構成員については高麗人や契丹人なども混じっていたといわれるが詳細は不明である。
契丹人王朝の支配が中国東北部におよぶと、黒水靺鞨を起源とする女真は、ツングース本来の漁撈や農耕、養豚、狩猟を生業としていた生女真と、遼にしたがい、その領土内に移されて遼の戸籍につけられていた熟女真に大別された。渤海は建国当初から唐の文化を導入しており、遼もまた中国内地への進出とともに政治・文化の漢化が進行したので熟女真の方がより漢化の度合いが大きかった。

### 金の興亡
「海東の盛国」渤海国は10世紀に滅亡するが、11世紀には満洲族の直接の祖先の一つと考えられる半農半猟の女真（女直）が文献に登場する。12世紀のはじめ、生女真の完顔氏（ワンヤン氏）から阿骨打（アクダ）が出て女真の統一を進め、1115年には契丹族による遊牧民王朝、遼から自立して金を建国した。完顔氏は現在の黒竜江省ハルビン市阿城区を中心として周辺の諸部をまとめ、次第に南北に勢力を拡大して満洲東部の女真族を統一した。金王朝の首府は、最初上京会寧府（ハルビン市阿城区）に置かれた。
遼代の女真族のなかでもさほど有力とはいえない完顔部が金王朝を樹立させるにいたった原因は、砂金を産する河川流域を支配地に収めたことによると考えられる。金は、遼を滅ぼし、さらに1126年、漢民族王朝の宋の徽宗・欽宗の二帝および皇族・重臣らを捕らえて中国北半を支配して宋朝を南に追いやり、より漢化を進めようとしたワンヤン・テクナイ（海陵王）は1153年に燕京（いまの北京市）に都を移した。金は、漢字をもとにして女真文字という独特の文字体系を整備し、政府組織を中央、地方ともに中国風にして支配体制を整えたが、軍事権力を強く握って独占したのは女真族であり、政府首脳もまた女真族によって占められた。女真人には行政と軍事を兼ねた猛安・謀克の制度など独自の統治体制がとられて特別の保護を受け、漢化を防いだ。東北部（満洲）にあっては大部分が猛安・謀克制によって統治されたが、他民族の住む西部や南部では州県制による支配がつづいた。
金はしかし、1206年にチンギス・カンによって成立したモンゴル帝国の猛攻を受けて劣勢に立ち、都を開封に移したものの1232年にはその開封が包囲された。そして、1234年、オゴデイらの進撃で逃走していた哀宗が自殺して金は滅んだ。一方、これに先立ち、契丹の反乱鎮圧を称して挙兵していた金王朝の将領蒲鮮万奴は、1215年に金より自立して「天王」を名乗り、東夏国（大真国）を建国した。モンゴルに服属したり自立したりを繰り返していたが、この国もまた、1233年、オゴデイの子グユクによって滅ぼされた。
女真族は、金がモンゴル帝国に滅ぼされてからのちは、モンゴル帝国、大元、大明の支配下に置かれた。その間、金の時代に創始した女真文字もしだいに失って金建国以前の部族集団に後退した。女真族の家族は当時、主人と奴婢に完全に二分されており、主人は狩猟や採集、交易、戦争などの外仕事、奴婢は農耕やブタの飼養など食糧生産を担当するという分業体制が確立しており、その役割は世襲されていったが、起居や食事を代々ともにし、双方の物産・物資は分け隔てなく均等に分配されたから、両者の結びつきはきわめて緊密であった。

金代の女真関連画像
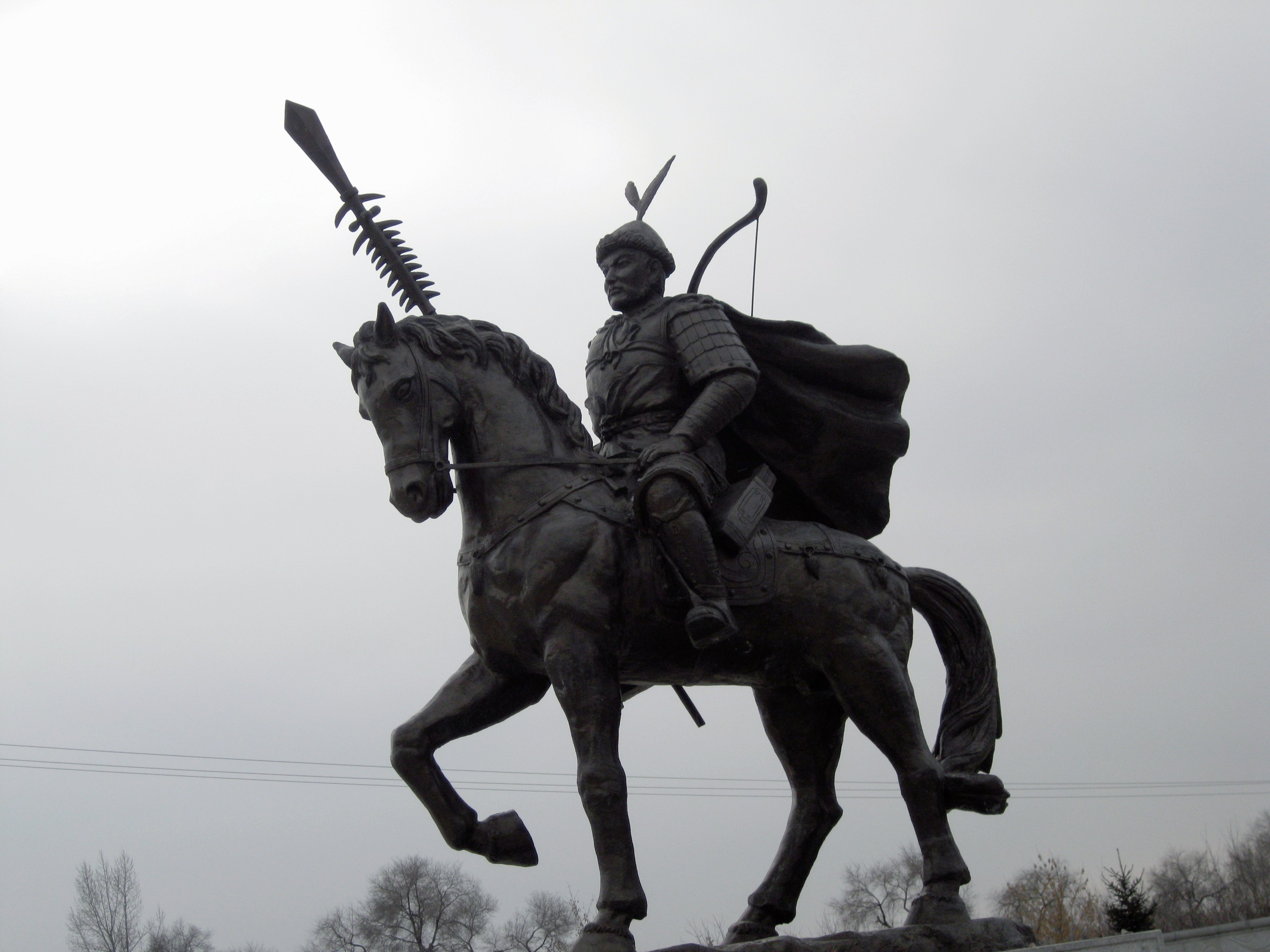
金朝第2代皇帝ウキマイの銅像
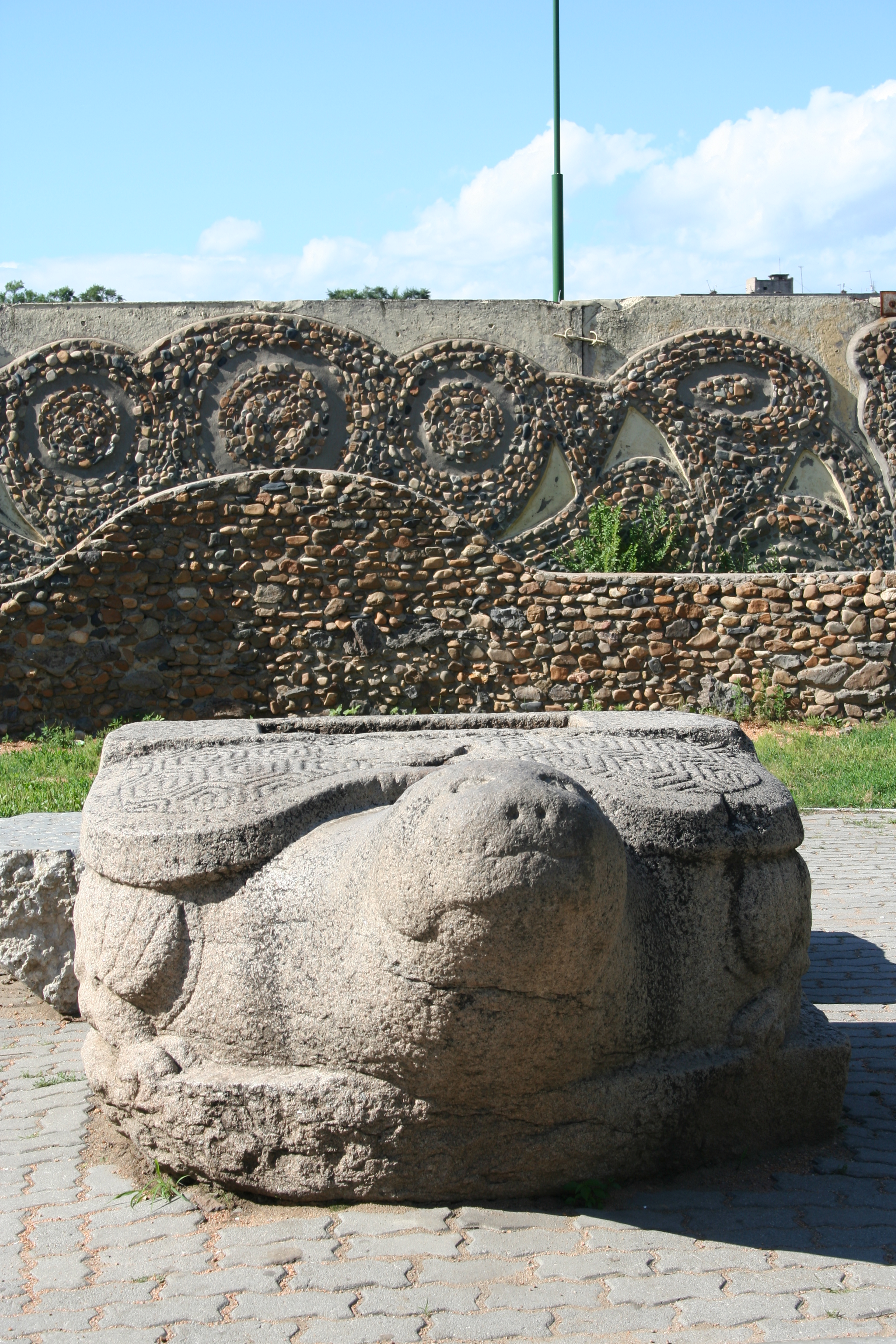
ウスリースクにある12世紀の女真首長墓の贔屓
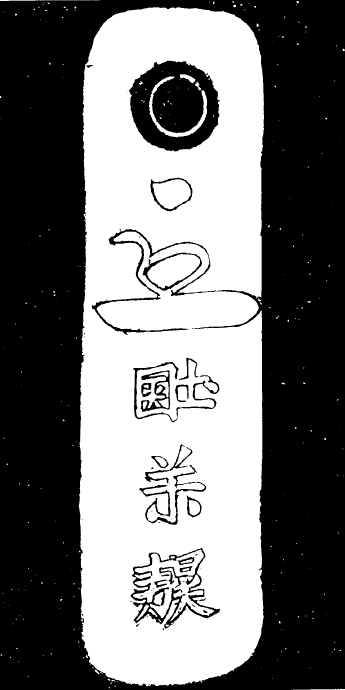
ナホトカ出土の金朝猛克の銀牌
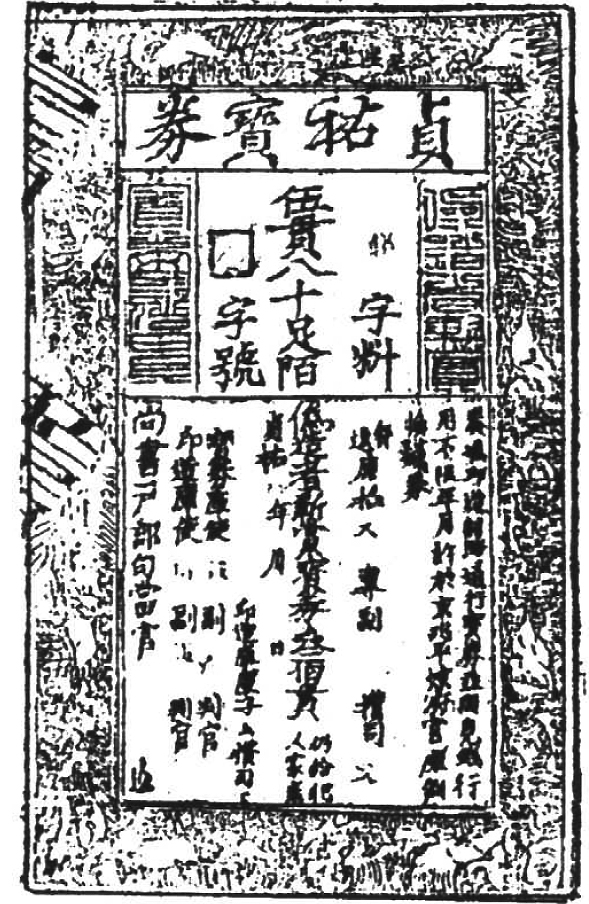
五貫宝券:金朝政府発行の交鈔
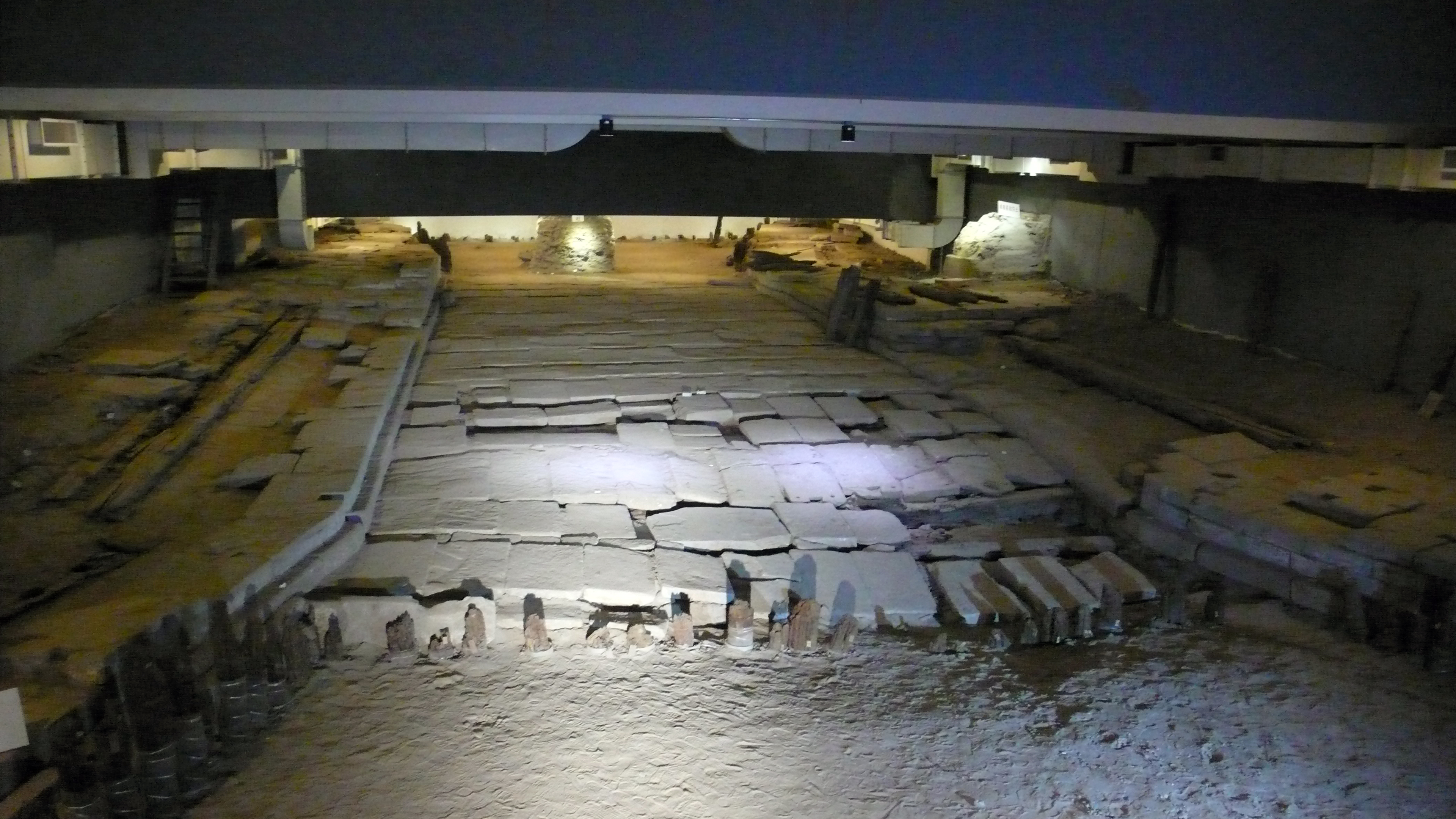
金の中都（北京）の水利施設遺構
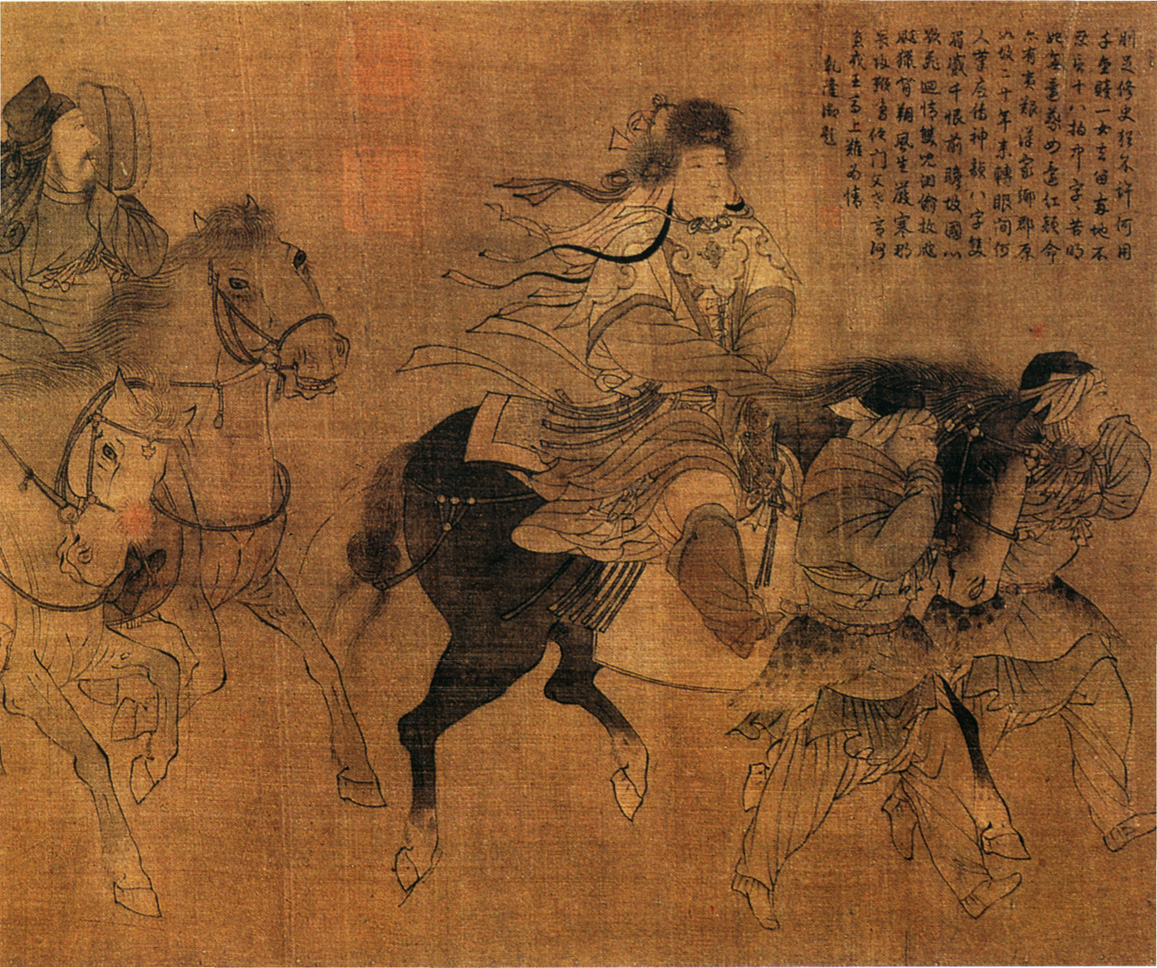
『文姫帰漢図』（1200年頃）：女真族のファッションで描かれた蔡文姫（才色兼備で有名な古代中国の女性）
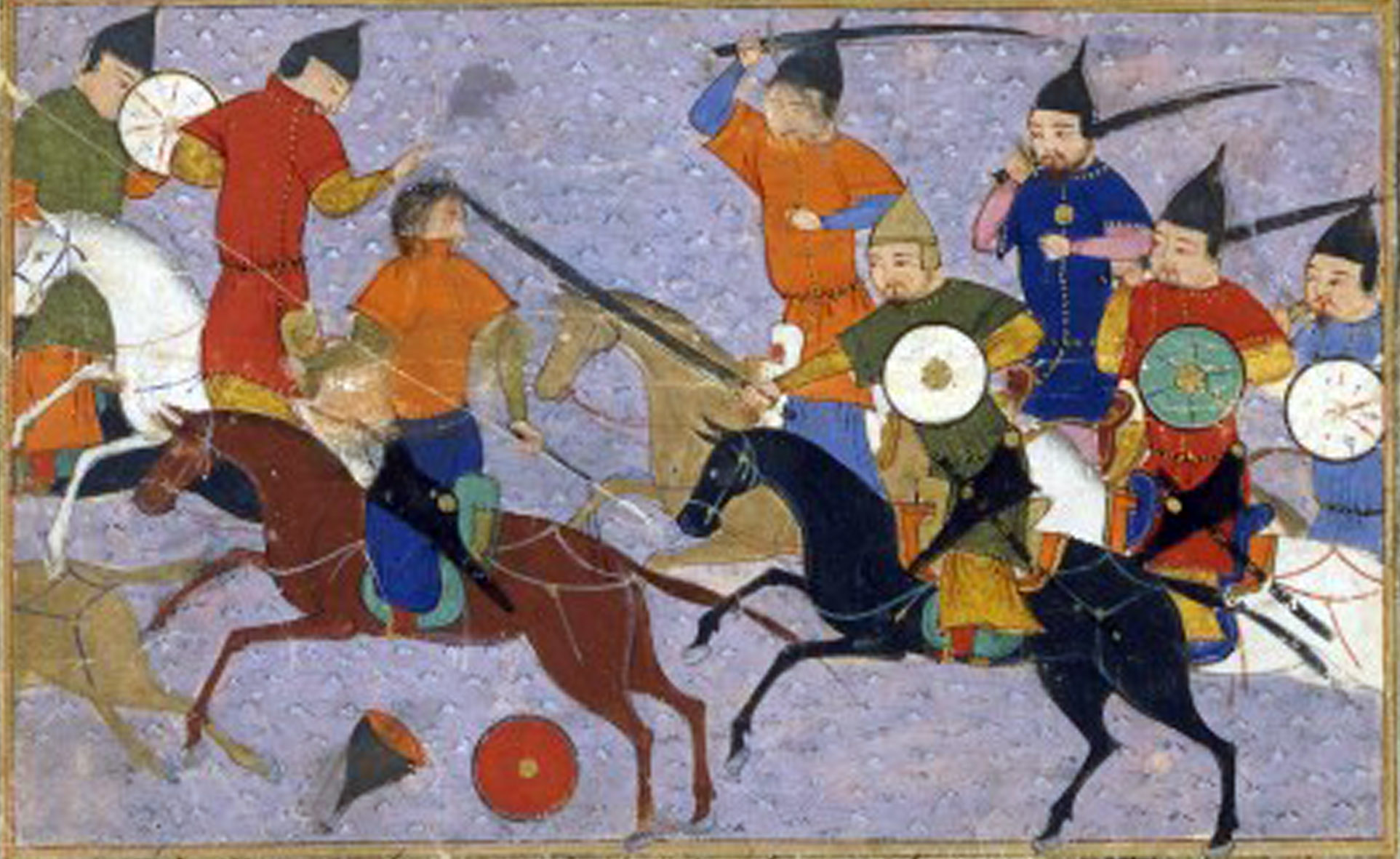
1211年の野狐嶺の戦いでの金軍とモンゴル軍
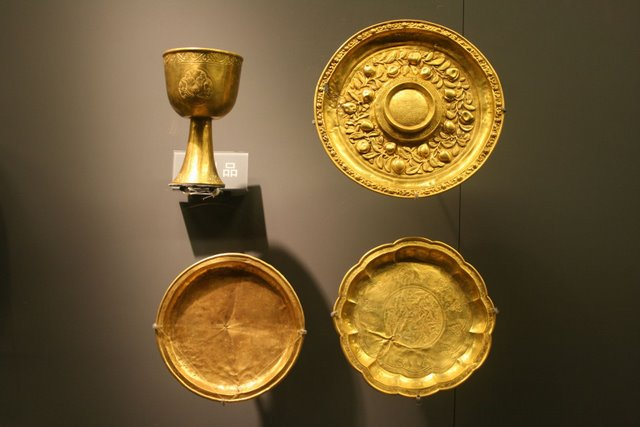
金朝期の黄金製品
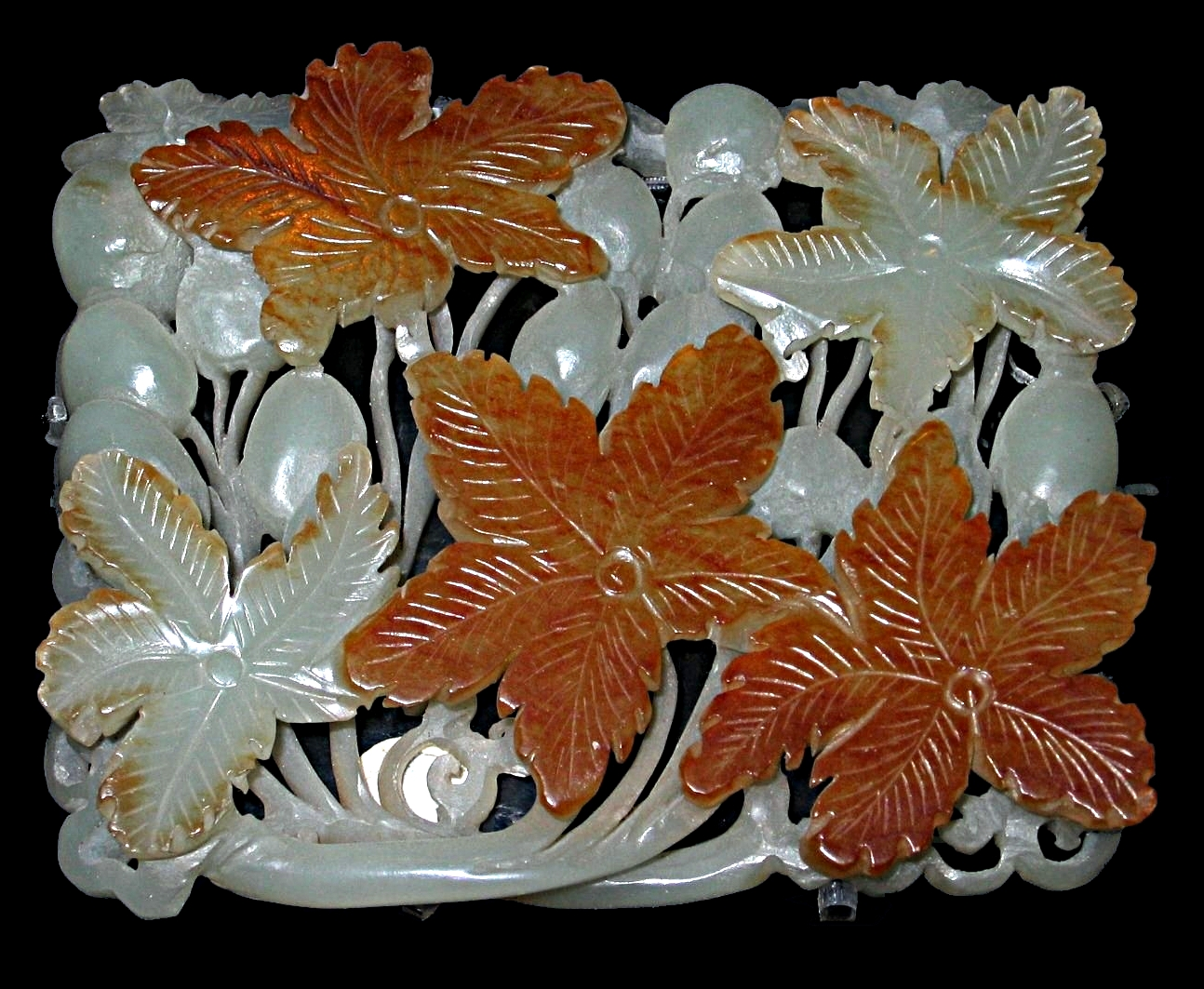
金朝の翡翠装飾

### 元・明代の女真族
元代から明代にかけての女真人は、
- 遼東半島の建州女直五部（自称「マンジュ」）…スクスフ・フネヘ・ワンギャ・ドンゴ・ジェチェンの5部
- 松花江流域の海西女直四部（自称「フルン」）…ウラ・ホイファ・ハダ・イェヘの4部
- 黒竜江（アムール川）方面の野人女直三部（「東海女真」、朝鮮からはウリャンカイ）…ウェジ・ワルカ・クルカの3部[注釈 1]。

の3種族に大別されて、モンゴル族や漢族の支配下にあった。
東北部に残留した女真（女直）は、元代には遼陽等処行中書省の管轄下に入ったが、その統制はゆるやかなもので、ほぼ完全な自治がゆるされていた。元代の女真は中国東北部から朝鮮半島北部にかけて居住して元の支配を受けており、元の日本侵攻（元寇）にも女真兵が加わっている。元の滅亡後、女真はモンゴルから離れ、小集団ごとに明に服属した。明帝国は、対モンゴル政策の一環として女真族を利用する政策を採用し、女真を部族ごとに衛所制によって編成し、部族長に官職を授け、それを示す勅書・印璽をあたえて間接統治を行った。そのうえで部族長に対し、朝貢・馬市にかかわる特権の付与に便宜を図ったのであったが、これは、自給自足の難しい女真族の社会に権威と利権をめぐる熾烈な争奪抗争を生むこととなって、結果的に女真族内に覇権闘争を生んだ。
宣徳9年（1434年）、明の支配下にあった東北部の女真族は飢饉に見舞われ、娘たちを奴隷として売ることを余儀なくされ、遼東に移って明王朝政府に援助と救済を求めた。
一方、朝鮮半島では高麗に代わって登場した李氏朝鮮が世宗の時代に北部の女真居住地域に進出した。1437年には東北六鎮、1443年には西北四郡が置かれ、それぞれ咸鏡道や平安道に組み込まれた。朝鮮半島北部からは女真人の姿は失われていったが、15世紀から16世紀にかけて、鴨緑江や豆満江流域の女真人たちは、たびたび李氏朝鮮に反撃して住地の奪還を図ったため、豆満江南岸地域は争奪の繰り返される地となった。

元・明代の女真関連画像
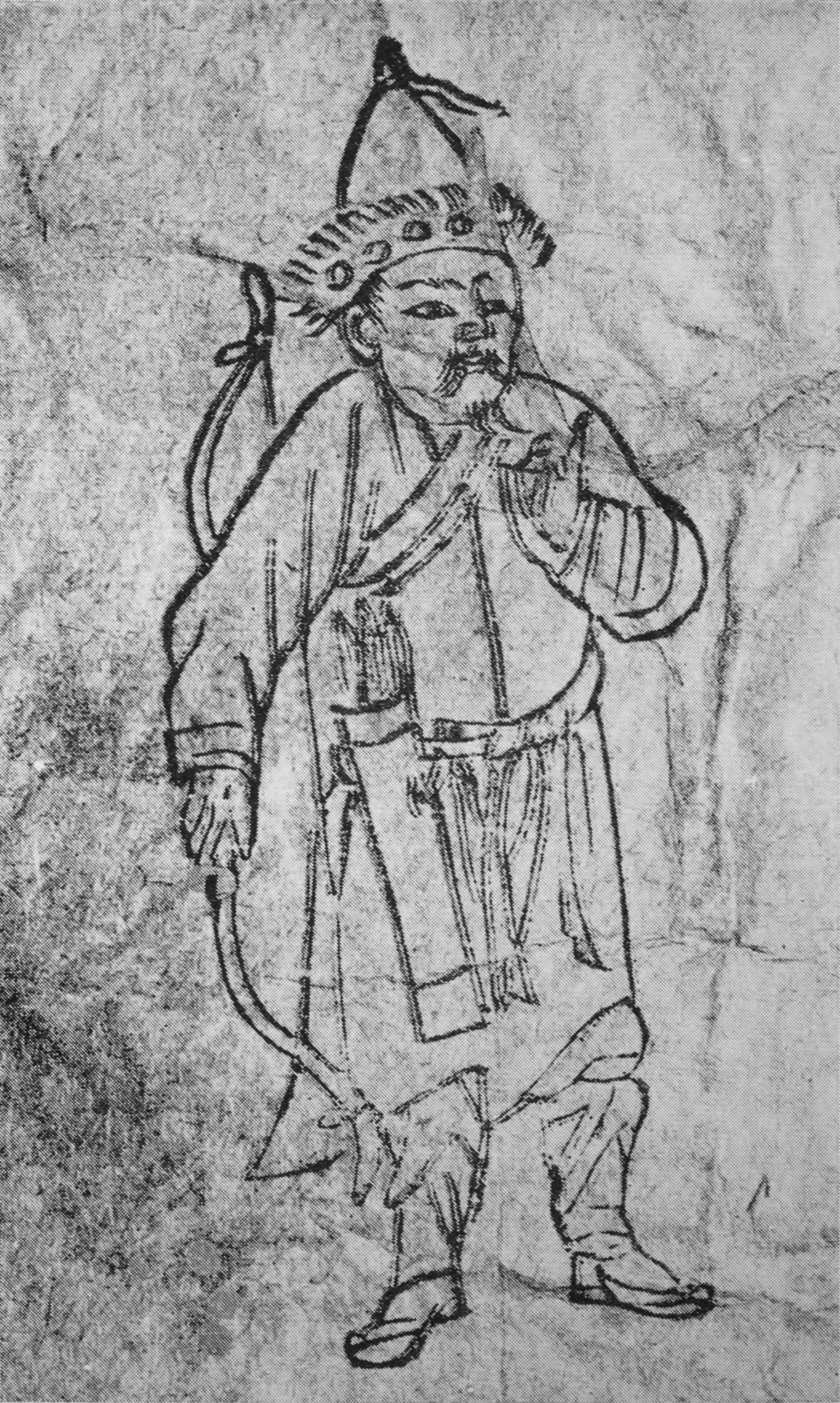
14世紀の女真族
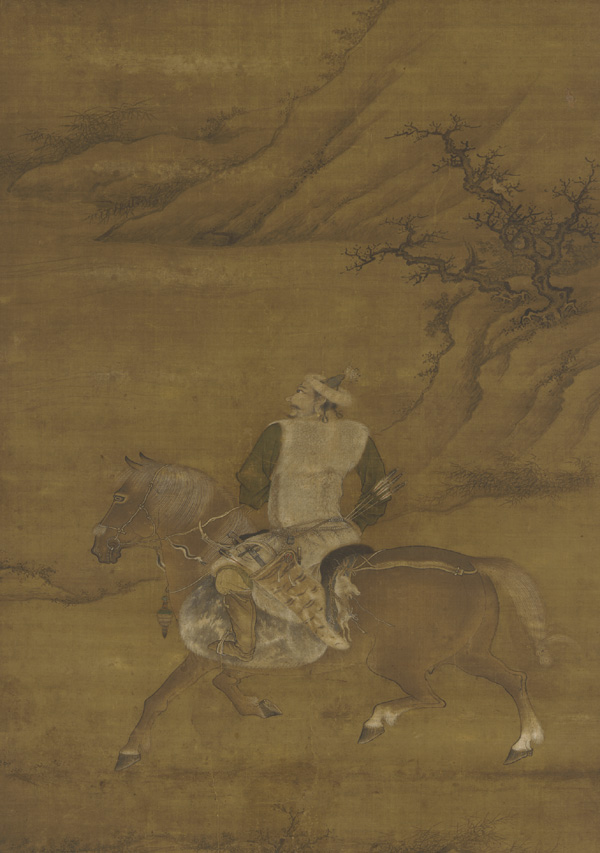
馬上の女真人（15世紀、絹本著色）
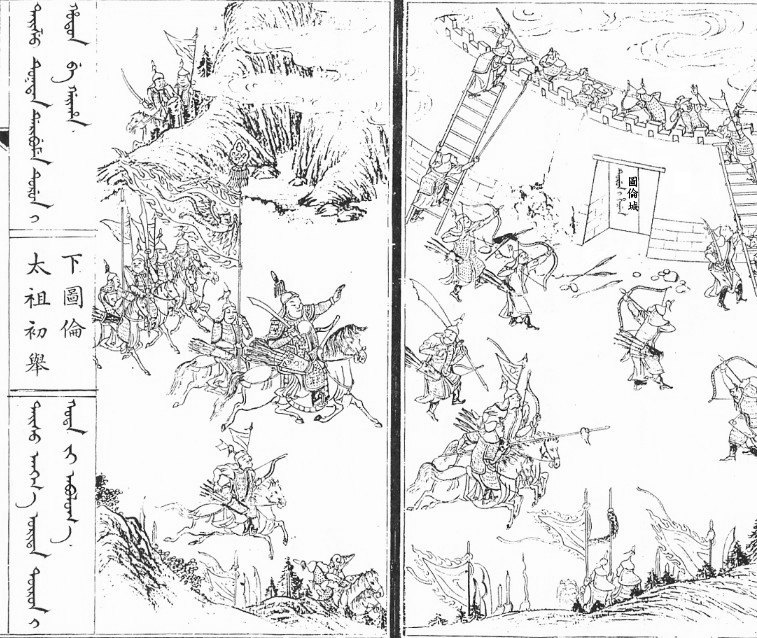
1583年（万暦11年）、ヌルハチのトゥーロン（図倫）での挙兵（『満洲実録』）
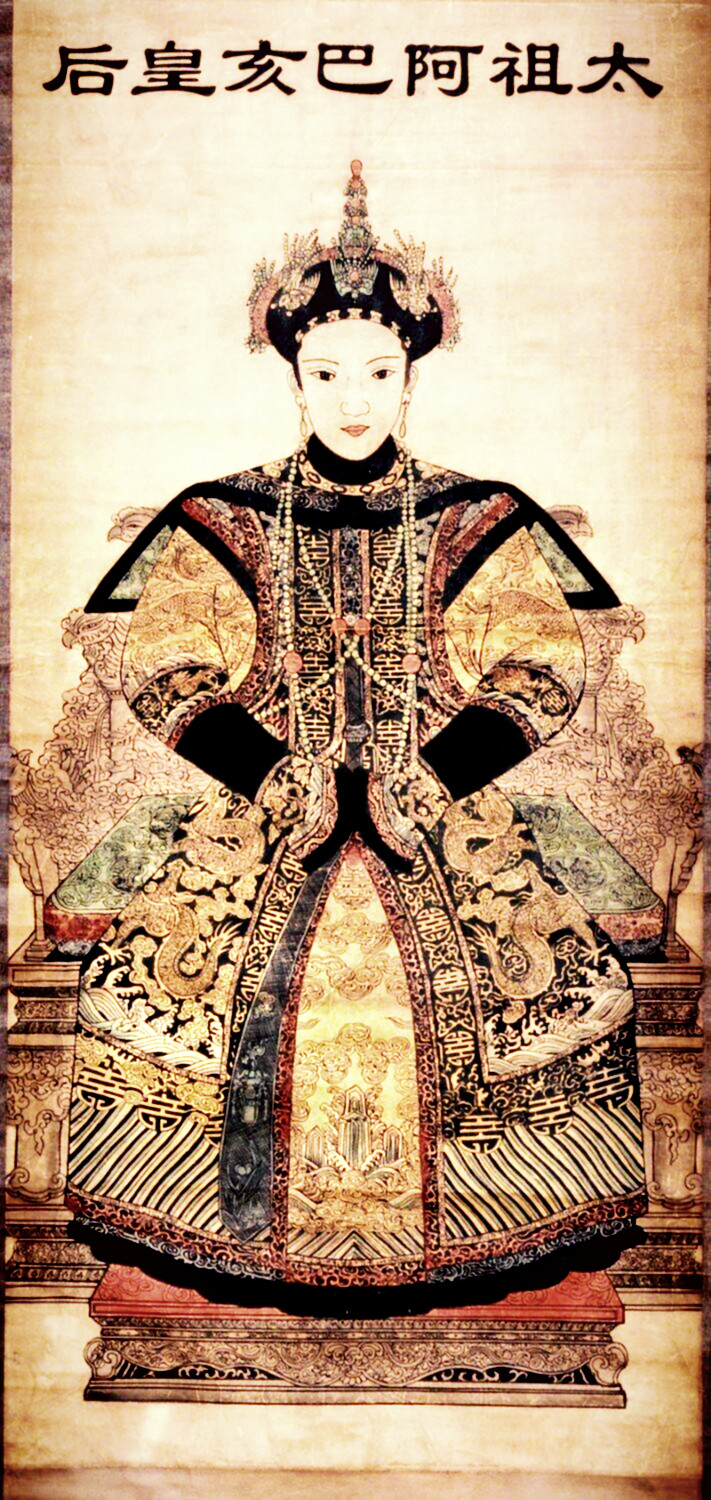
孝烈武皇后アバハイ
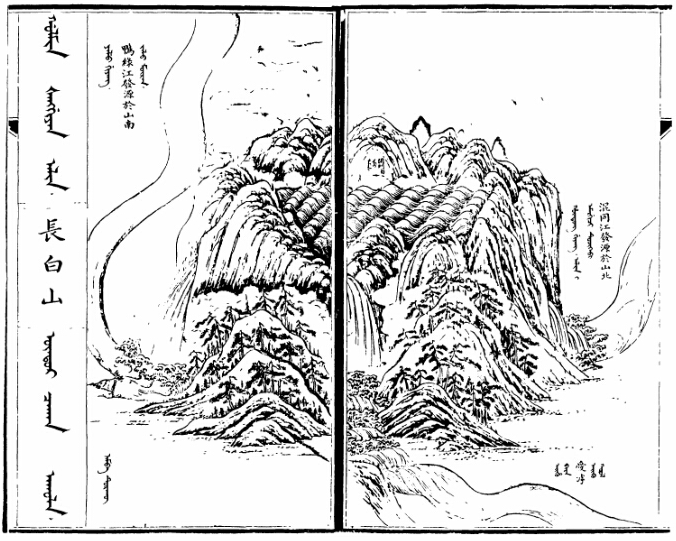
『満洲実録』に描かれた長白山
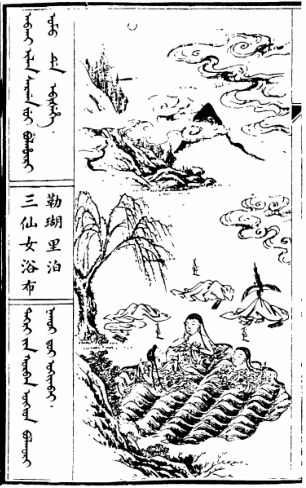
『満洲実録』に描かれた天女の三姉妹

高麗・朝鮮との境界紛争関連地図
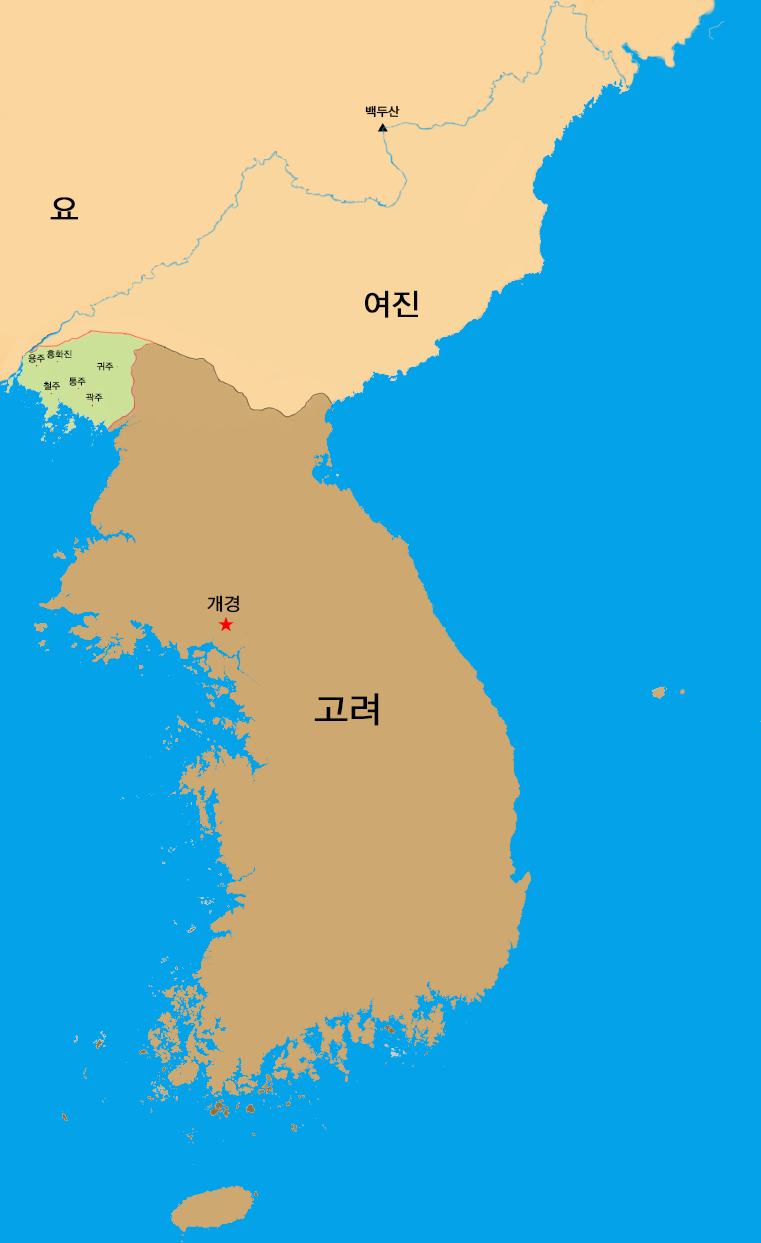
高麗と江東六州（黄緑色部分）
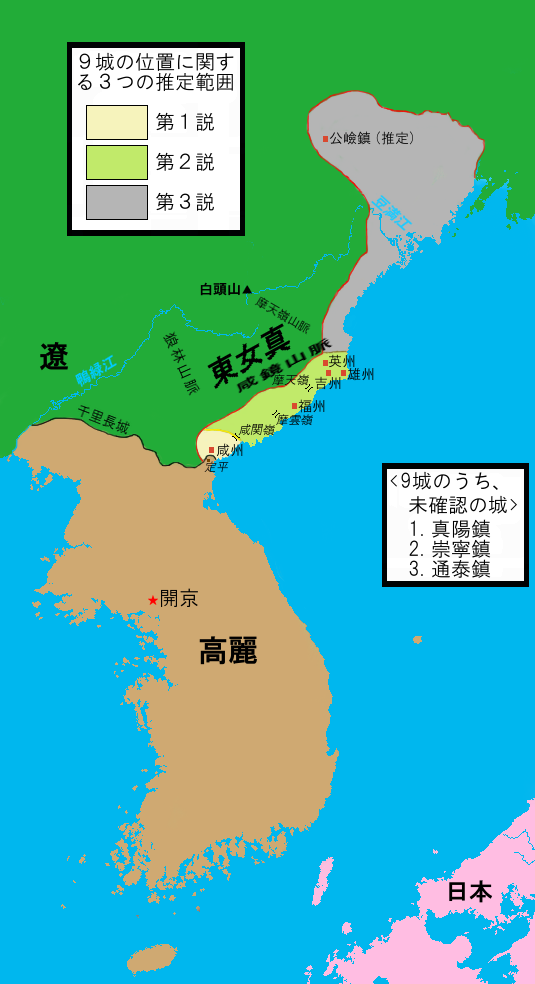
東北九城推定図（主要3説を図示）
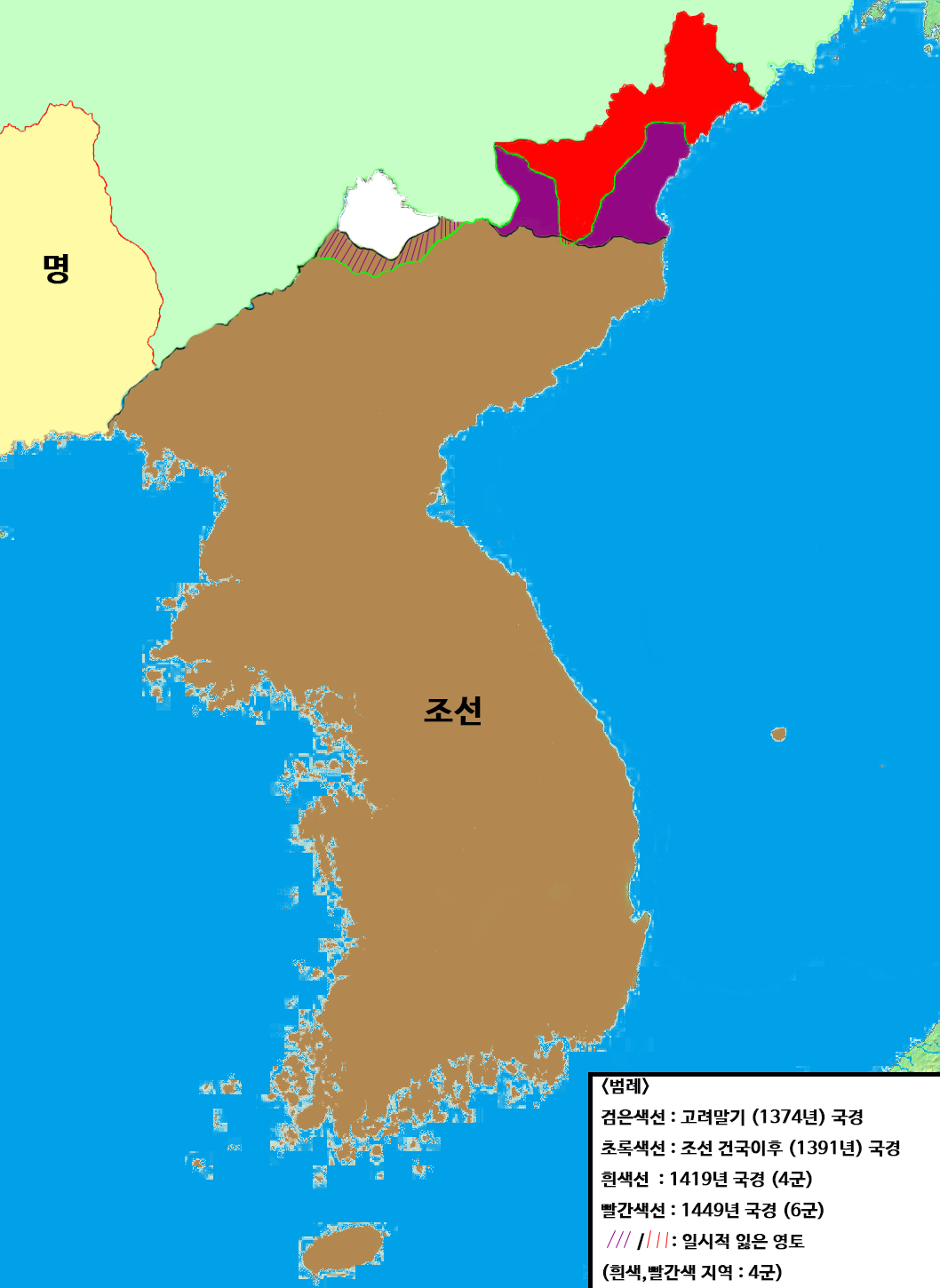
女真・朝鮮係争地（赤色部分が東北六鎮、白色部分が西北四郡）

### 満洲への改称

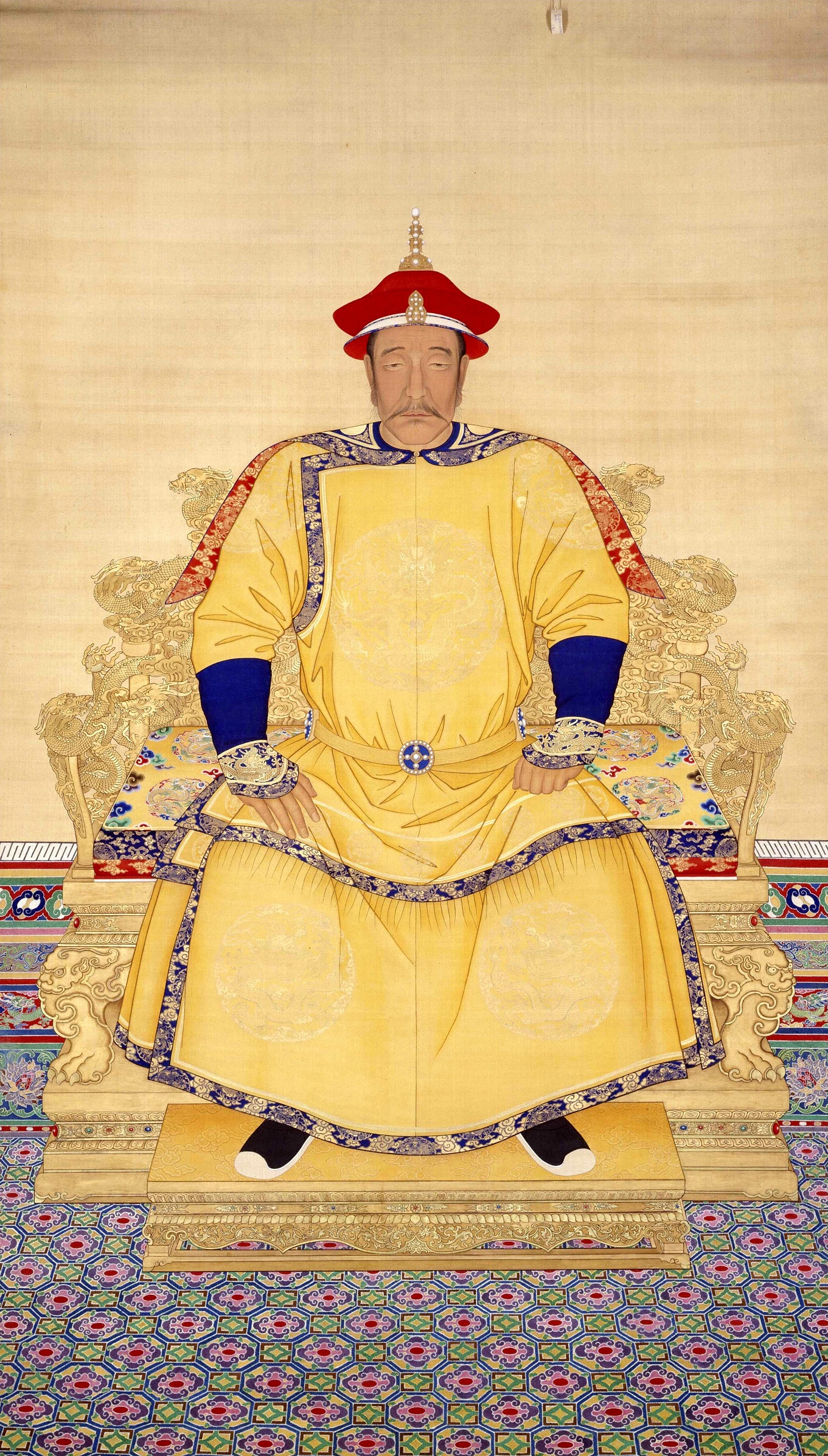
後金の太祖ヌルハチ

16世紀末葉、豊臣秀吉による朝鮮出兵（文禄・慶長の役）によって明朝の女真に対する統制がゆるみ、建州女直のスクスフ部から出た愛新覚羅氏のヌルハチが台頭、1588年には建州女真を統一した。その後、建州・海西女真に野人女真の一部を加えた女真族をほぼ統一し、1616年に後金王朝を建てた。1627年、後金は親明的な政策をとっていた朝鮮に侵入・制圧し（丁卯胡乱）、後金を兄、朝鮮を弟とすることなどを定めた和議を結んだ。
1635年にヌルハチの子息ホンタイジがモンゴルのチャハル部を下して元の玉璽を入手すると、漢字としては蔑称のニュアンスを含むうえ、モンゴル高原の契丹人に支配されていた当時の「女真」の民族名を嫌い、1635年11月22日（天聡9年十月庚寅）に民族名を満洲族に改めさせた。また、それまでは女真族王朝である金の後裔を名乗っていたが、1636年には国号も「清」に改めた。1636年、ホンタイジは朝鮮に対して臣従するよう要求したが、朝鮮の朝廷では斥和論（主戦論）が大勢を占め、仁祖は清を「蛮夷」と呼んで自尊心と名分を掲げ、臣従を拒絶した。清朝は謝罪がなければ攻撃すると威嚇したが、朝鮮側はこれを黙殺したためホンタイジは朝鮮侵攻を決意して丙子胡乱が起こり、1637年、朝鮮は三田渡の盟約を結ばされて清の属国となった。2度にわたる胡乱で、現在の北朝鮮北部に居た女真人は新たに入植していた朝鮮人とともに清領に連行された。当地は無人の地となったが、跡地には朝鮮人が入植した。
1644年、フリン (順治帝) 即位後の清は山海関を越えて万里の長城以南に進出し、李自成の乱で滅亡した明にかわって北京に入城、以後、1911年の辛亥革命に至るまで中国大陸に君臨した。清帝国は、中国の伝統的な統治機構を踏襲する一方で、満洲族独自の軍事・行政・生産機構である八旗制度を制定し、自らのヘアスタイルである辮髪を漢族にも強要し、東北地方への入植を禁ずるなどの非漢化政策を採用した。明滅亡後は、明の旧領を征服し、八旗を北京に集団移住させて漢人の土地を満洲人が支配する体制を築き上げた。

## 宗教・精神文化

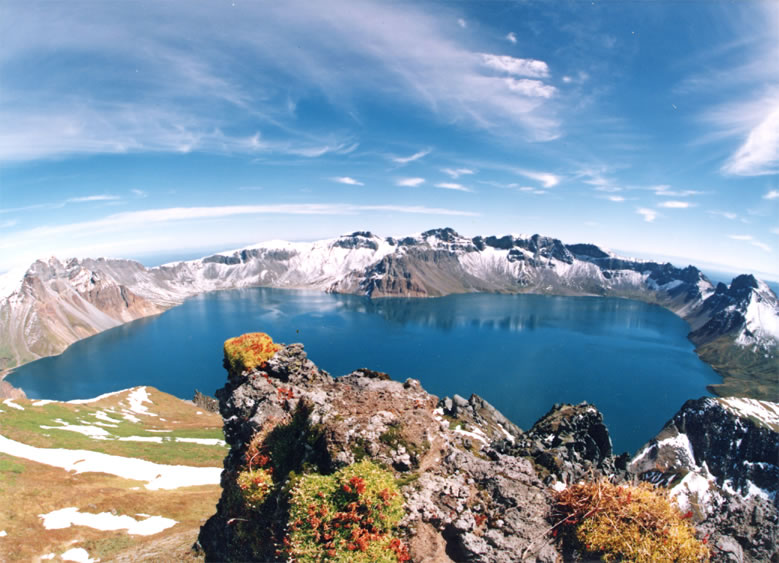
長白山頂の天池

女真族の宗教は、婚姻儀礼や葬送儀礼などにおいて民族独自のシャーマニズムや祖先崇拝の要素が含まれていた。自然崇拝においては、火神・星神および神山・神石を尊崇し、とりわけ星神に対する信仰は最も普遍的なものであった。『吉林通志』にも「祭祀典礼は、満洲の最も重んずるは、一に祭星、二に祭祖」とある。星神とは、具体的には北斗七星であり、満洲語では「ナダン（七つ）ウシハ（星）」と称する。記録によれば、満洲族（女真族）の祭星は、多くは月が沈む後に行う背灯祭で、そこでは灯火がかき消され静寂のなかで執り行われ、通常は占卜や祟り祓い、病祓いなどの巫術と結びついた除災の祭りである。同じツングース系のホジェン族（赫哲族、ロシアでは「ナナイ」と称する）もまた、七星を除災の神とみなし、「吉星神」と呼称する。

### 聖地長白山
長白山（朝鮮の呼称では「白頭山」）周辺は、もともと濊・貊・粛慎が居住しており、彼らの聖地だった。その後この地における濊貊の勢いが衰え、粛慎の流れを汲む女真がこの山を聖地とした。金は、1172年には山に住む神に「興国霊応王」の称号を贈り、1193年には「開天宏聖帝」と改めている。

### 神話・伝承
『満文老檔』天命6年（1621年）条や満文『内国史院檔』天聰8年（1634年）条には、当時の女真族（満洲族）が日食や月食という天文現象を「天界の犬が太陽・月を食べること」であると考えていたことを示唆する記述が収載されており、こうした伝承は他のツングース系の諸民族や朝鮮民族、テュルク系民族、また、パレオアジア語系とみられるニヴフ（ギリヤーク）にもみられる。
また、『満洲実録』や『満文老檔』には、天命元年（1616年）、ヌルハチがダルハン・ヒヤとションコロ・バトゥルに命じてサハリヤン部を討伐させたとき、アムール川（黒竜江）の渡河に際して、往還ともに時ならぬ奇跡的な結氷に助けられて討伐を成功させたことが史実として記されている。これに似た説話として、イチェ・マンジュ（伊徹満洲 ice manju/ 新満洲）人の伝承として、1.背後に敵軍が迫り、2.行く手を大河が遮り滅亡の危機を迎えるが、3.大河に魚の浮き橋ができて難を逃れ、4.滅亡を免れる（新天地へ移住する）という4つのモチーフをともなう説話も伝わっている。この4モチーフは、夫余・高句麗の開国説話（東明王・朱蒙伝説）にも共通し、オロチョン族やナナイ族などツングース系民族の説話にもみられる。

## 氏族制と社会文化

### ムクンとハラ
女真族の社会には強い父系原理が働いており、「ハラ（hala）」または「ムクン（mukūn）」と呼ばれる父系氏族が主要な社会組織であり、父系拡大家族が主要な経済単位となった。ムクンはハラより派生したと考えられ、清代にあっては、ハラはすでに実体をともなった血縁組織とはみられず、ムクンだけがのこったが、野人女直と呼ばれた人びととその末裔にあってはハラ組織が濃厚に残存した。1個のハラは複数のムクンを包含しているのに対し、1個のムクンはただ1つのハラに帰属しており、当初はハラが族外婚の単位であると同時に族内への受け入れ機能を有し、血讐の義務をともない、また、精神生活の単位でもあった。それに対し、ムクンはハラの瓦解を受けて不断に分節化し、発展していったものであり、のちには同一ハラであっても異なるムクンであれば、通婚が可能となった。

### 婚姻
女真族（満洲族）の伝統的な婚姻は、族外婚によって特徴づけられる。族外婚規制は、同じ氏族同士は結婚しないという原則である。上述した「ハラ（旧氏族）」は当初、族外婚の単位であったが、その分節化によって生じた「ムクン（新氏族）」が現代における族外婚単位となっている。女真族は古くは、子が継母を娶ったり、弟が嫂を娶ったりする収継婚も多かったが、ホンタイジの時代に入ると漢人的な観念が浸透して旧俗矯正が図られ、収継婚が禁止された。

### 葬送と殉死の風習
女真族の旧俗では、火葬が行われていた。ヌルハチもホンタイジも火葬され、清朝3代フリン（順治帝）は火葬制度を詳細に定め、彼自身も火葬された。女真の人びとはまた、死者の葬送のために牛・馬を殺してこれを死者に捧げ、その肉を食すという旧俗をもっていた。このような習俗は康熙帝の頃まではつづいたが、やがて漢民族の習俗を取り入れ、紙馬をもって祭礼をおこなうようになった。殉死の風習も広く行われ、ヌルハチの妻の死去の際には4人の奴婢が、ヌルハチ自身の死去の際にも2人の側室が殉死した。ホンタイジは殉死の強制を禁止したが、禁止されたのは強制行為のみであって殉死そのものは否定されず、ホンタイジの死去の際には近侍2名が殉死した。殉死の旧俗が満洲族と改名してのちも続けられたのは、奴婢の制度と無関係ではないと考えられる。康熙帝が在位中に殉死の禁止を諭す命令を発し、以降は紙人を焼くことで死者の霊魂を祭ることとなった。

## 年表
- 313年 楽浪郡が高句麗によって滅ぼされる。
- 427年 高句麗の平壌遷都。
- 668年 高句麗が唐によって滅ぼされる。
- 698年 渤海の建国。
- 918年 高麗の建国。
- 926年 渤海の滅亡。
- 994年 高麗が女真を侵略し、江東六州を占領。
- 1019年 刀伊の入寇
- 1107年 高麗の尹瓘が女真を侵略し、東北9城を築く。
- 1109年 高麗が女真に大敗し、講和。
- 1113年 女真の阿骨打（アクダ）が完顔部の長となる。
- 1114年 阿骨打が遼に反し、猛安・謀克（ミンガン・ムクン）制を整える。
- 1115年 女真が金を建国。
- 1116年 金が遼東地域を領有。
- 1118年 遼、金に和平を申し出る。
- 1119年 金、女真文字を作成する。
- 1120年 金、遼挟撃のために北宋と密約（海上の盟）。
- 1122年 金が遼の中京・西京・南京（燕京）を占領。
- 1125年 金が遼を滅ぼす。
- 1126年 金軍が大挙して開封を占領。高麗が金に服属する。
- 1127年 靖康の変。金が北宋を滅ぼす。傀儡国の楚を建国させる（同年中に消滅）。
- 1131年 金、陝西省方面を征服して斉国にあたえる。
- 1135年 金で熙宗が即位。ボギレ制を廃して三省の制度を制定。
- 1137年 金が斉国を廃止し、華北の直接統治開始。
- 1142年 金・南宋間で和議成立（皇統の和議）、君臣関係を取り結ぶ。
- 1153年 金の海陵王が燕京に遷都して中都とする。
- 1161年 金、皇統の和議を破棄して、南宋に侵攻。
- 1165年 金・南宋間で和議成立（大定の和議）
- 1181年 金、貧窮女真人の救済策をとる。
- 1188年 金、女真太学を建てる。
- 1196年 オルズ河の戦い。離反したタタルを完顔襄が討伐。
- 1206年 南宋が大定の和議を破棄して、金へ北侵。
- 1207年 宋・金の和約（泰和の和議）、叔姪の関係に改める。
- 1215年 モンゴル軍、金の中都を陥落させる。蒲鮮万奴が金より自立して大真国を建国。
- 1225年 金・西夏の和議成立。
- 1227年 モンゴル、金に侵攻。西夏を滅ぼす。
- 1233年 大真国滅亡。
- 1234年 モンゴルが金を滅ぼす。
- 1267年 元朝、女真人を徴発。
- 1271年 元朝、女真人を徴発。
- 1274年 元軍の日本遠征（文永の役）に女真軍参加。
- 1281年 元軍の日本遠征（弘安の役）に女真軍参加。
- 1346年 海西女直が元に叛く。
- 1371年 明が遼陽に定遼都衛指揮使司を開設。
- 1384年 野人女直のウェジが明に来朝。
- 1411年 永楽帝が海西女直出身の宦官イシハに命じてアムール川河口のヌルガンを遠征。
- 1413年 ヌルガンに永寧寺を建立。
- 1437年 李氏朝鮮が女真を侵略し、東北六鎮（中国語版）を置く。
- 1443年 李氏朝鮮が女真を侵略し、西北四郡（中国語版）を置く。
- 1583年 ヌルハチが明より勅書を得て自立。
- 1588年 ヌルハチが建州女直を統一。
- 1601年 ヌルハチが八旗制度を創設。
- 1616年 ヌルハチがヘトゥアラでハン位に就き、後金を建国。
- 1618年 ヌルハチが明に侵攻し、撫順城を攻略。
- 1619年 サルフの戦い。ヌルハチが明・朝鮮連合軍を撃破。
- 1626年 ホンタイジ即位。
- 1634年 後金軍、モンゴルの一大拠点フフホトを占領。
- 1635年 ドルゴンがモンゴル帝国最後の君主エジェイ・ハーンを降伏させる。エジェイが大元伝国の璽をたずさえ、ホンタイジに献上。
- 1636年 後金が清に改名。民族名も「女真」の使用を禁じ「満洲（マンジュ）に改める。

## 女真の出自をめぐる論争
『松漠紀聞』『満洲源流考』などのいくつかの中国史料には、女真完顔部の先祖であり、金朝の始祖とされる函普が「新羅人」あるいは「高麗より来た」と記録されている。これを根拠に韓国・北朝鮮では女真のルーツは朝鮮民族であり、金・清の歴史を韓国・朝鮮の歴史に含めるべきだという主張がある。しかしながら、史料解釈に問題があり、中国・日本などの専門家からは信憑性が疑われている。